# Francis Benoit
Francis Benoit (Kortrijk, 15 december 1972) is een Belgisch politicus voor CD&V.

## Biografie
Benoit is sinds 2012 burgemeester van de West-Vlaamse gemeente Kuurne. Binnen het college van burgemeester en schepenen is hij bevoegd voor Communicatie, Smart-City en IT, Strategische projecten en beleid, Eurometropool, Cultuur, BIB, Erfgoed, Jeugd, Veiligheid (bevoegd voor brandweer en politie) en Algemeen bestuur. Eerder was hij schepen in deze gemeente.
In 2017 bekleedde hij negen mandaten, waarvan er zes bezoldigd waren.